# 7 Pułk Strzelców Konnych Wielkopolskich

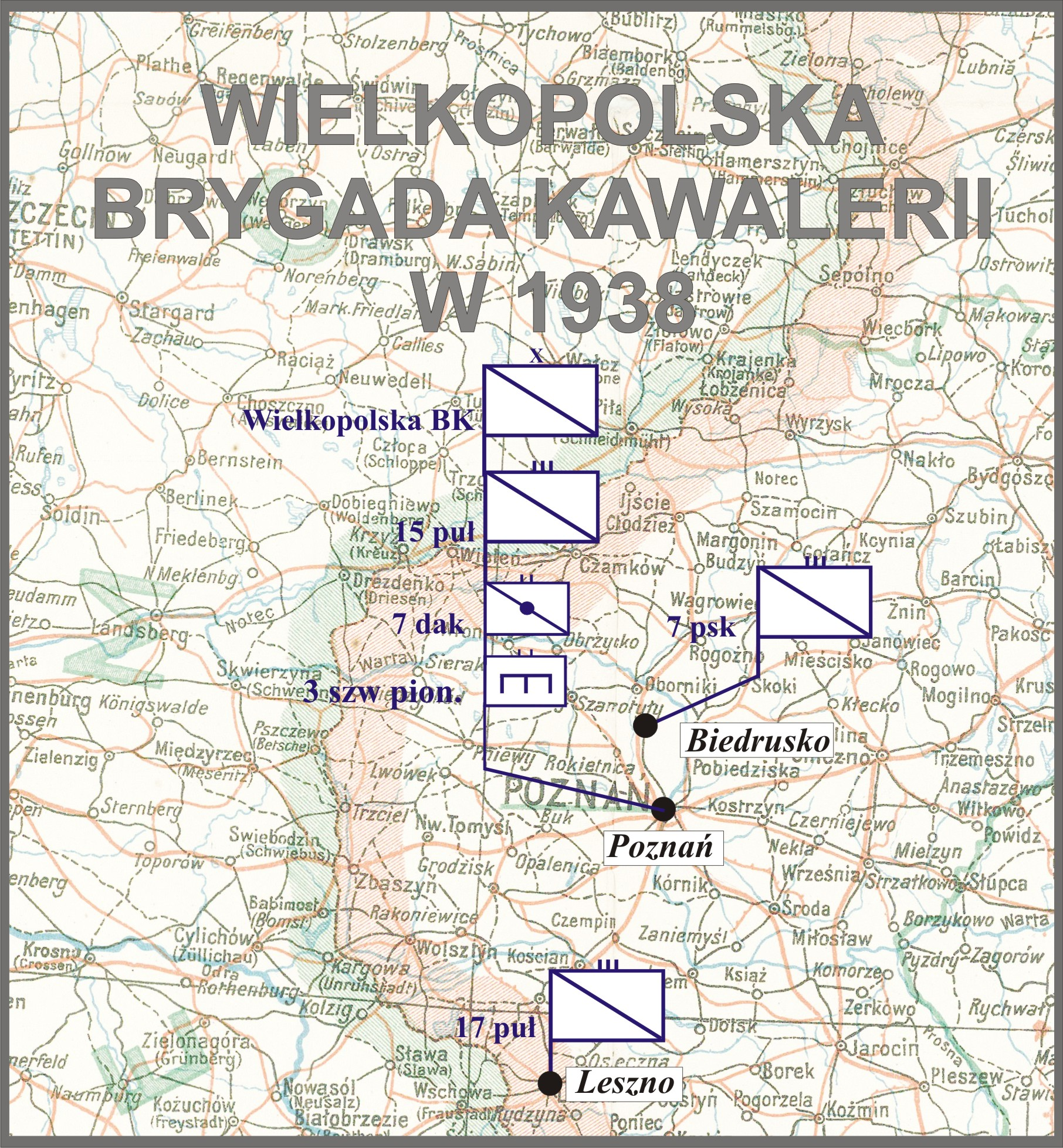
Wielkopolska BK w 1938

7 pułk strzelców konnych Wielkopolskich (7 psk) – oddział kawalerii Wojska Polskiego II RP.
Pułk stanowił bezpośrednią kontynuację wojennego 5 psk, przemianowanego 28 października 1920 na 7 psk.
Garnizon przed 1939 – Poznań i Biedrusko.
Święto pułkowe – 29 lipca, rocznica wymarszu na front I dywizjonu w 1920.

## Historia
W kwietniu 1920 w Grudziądzu powstał szwadron zapasowy, wchodzący w skład 5 pułku strzelców konnych. Jego dowódcą został mjr Rudolf Lang, a w lipcu ppłk dypl. Adam Nałęcz Nieniewski, który otrzymał rozkaz sformowania pułku. W 1920 dowódcą pułku został Wawrzyniec Wnuczek-Łobaczewski. 29 października 1920 5 pułk strzelców konnych został przemianowany na 7 pułk strzelców konnych, a 30 maja 1921 na 7 pułk strzelców konnych wielkopolskich.
W 1923 pułk spełniał rolę jazdy dywizyjnej, a jego dowódca podlegał bezpośrednio dowódcy Okręgu Korpusu Nr VII. W zakresie szkolenia pułk w tym czasie podlegał dowódcy VII Brygady Kawalerii. W jego skład wchodziły trzy szwadrony strzelców konnych, oddział szkolny karabinów maszynowych, pułkowa szkoła podoficerska i kadra szwadronu zapasowego.
28 lutego 1924, w Poznaniu, w lokalu przy ulicy Przecznica 5, w czasie spotkania towarzyskiego, w którym uczestniczyło siedmiu oficerów pułku, por. Franciszek II Książek (ur. 12 listopada 1902) zastrzelił z rewolweru por. Kazimierza Zygmunta Płodowskiego, a następnie dokonał zamachu samobójczego.
| Pułk w planie mobilizacyjnym „S” | Pułk w planie mobilizacyjnym „S” | Pułk w planie mobilizacyjnym „S” |
| Nazwa pododdziału                | Termin                           | Miejsce mobilizacji              |
| -------------------------------- | -------------------------------- | -------------------------------- |
| dowódca pułku z drużyną          | alarm                            | Poznań                           |
| pluton łączności                 | alarm                            | Poznań                           |
| 1 szwadron                       | alarm                            | Poznań                           |
| 2÷4 szwadrony                    | alarm                            | Poznań                           |
| szwadron karabinów maszynowych   | alarm                            | Poznań                           |
| komisja remontowa                | alarm                            | Poznań                           |
| szwadron kawalerii nr 47         | 8                                | Poznań                           |
| pluton ckm nr 47                 | 8                                | Poznań                           |
| kolumna taborowa nr 763          | 7                                | Poznań                           |
| kolumna taborowa nr 768          | 7                                | Poznań                           |
| kolumna taborowa nr 764          | 9                                | Poznań                           |
| kolumna taborowa nr 769          | 9                                | Poznań                           |
| Kwatera Główna nr 101            | 5                                | Poznań                           |
| poczta polowa nr 42              | 5                                | Poznań                           |
| sąd polowy nr 101                | 5                                | Poznań                           |
| uzupełnienie do czasu „W”        | 6                                | Poznań                           |
| szwadron marszowy 1/7 psk        | 18                               | Poznań                           |
| pluton marszowy nr 1/47          | 30                               | Poznań                           |
| szwadron zapasowy                | do 15                            | Poznań                           |

| Obsada personalna i struktura organizacyjna w marcu 1939 | Obsada personalna i struktura organizacyjna w marcu 1939 |
| -------------------------------------------------------- | -------------------------------------------------------- |
| dowódca pułku                                            | płk Włodzimierz Kownacki                                 |
| I zastępca dowódcy                                       | mjr Witold II Jabłoński                                  |
| adiutant                                                 | rtm. Zbigniew Szacherski *                               |
| lekarz medycyny                                          | por. lek. Aleksander Jan Breżezowski                     |
| lekarz weterynarii                                       | kpt. Leon Demciuch                                       |
| komendant rejonu PW Konnego                              | mjr adm. (kaw.) Paweł Budzik (*)                         |
| II zastępca dowódcy (kwatermistrz)                       | mjr Wilhelm Kalwas                                       |
| oficer mobilizacyjny                                     | rtm. Kazimierz Reszke                                    |
| zastępca oficera mobilizacyjnego                         | por. Tadeusz Wojtyna                                     |
| oficer administracyjno-materiałowy                       | por. Stefan Orłowski                                     |
| dowódca szwadronu gospodarczego                          | rtm. Zbigniew Szacherski (*)                             |
| zastępca dowódcy szwadronu gospodarczego                 | rtm. kontr. Witaliusz Ugrechelidze                       |
| oficer gospodarczy                                       | kpt. int. Kazimierz Bartecki                             |
| oficer żywnościowy                                       | chor. Bolesław Jazgar                                    |
| dowódca plutonu łączności                                | por. Kazimierz Ciszewski                                 |
| dowódca plutonu kolarzy                                  | por. Feliks Szefler                                      |
| dowódca plutonu ppanc.                                   | ppor. Jerzy Grądzki                                      |
| dowódca 1 szwadronu                                      | rtm. Ksawery Wejtko                                      |
| dowódca plutonu                                          | ppor. Stanisław Andrzejkowicz                            |
| dowódca plutonu                                          | ppor. Kazimierz Nadobnik                                 |
| dowódca 2 szwadronu                                      | rtm. Stanisław Rupert Jankowski                          |
| dowódca plutonu                                          | por. Edward Sobeski                                      |
| dowódca plutonu                                          | por. Roman Wołkowicz                                     |
| dowódca 3 szwadronu                                      | rtm. Kazimierz Bogusławski                               |
| dowódca plutonu                                          | por. Mieczysław Stanisław Moszczeński                    |
| dowódca 4 szwadronu                                      | rtm. Zdzisław Szczęsny Kawecki                           |
| dowódca plutonu                                          | por. Gebhardt Bülow                                      |
| dowódca plutonu                                          | por. Stanisław Lickendorf                                |
| dowódca plutonu                                          | ppor. Franciszek Józef Wiktor Winiarz                    |
| dowódca szwadronu km                                     | p.o. por. Zbigniew Kazimierz Krajewski                   |
| dowódca plutonu                                          | por. Edward Wiktor Groniowski                            |
| dowódca plutonu                                          | ppor. Zygmunt Jan Faleński                               |
| dowódca szwadronu zapasowego                             | mjr adm. (kaw.) Paweł Budzik (*)                         |
| zastępca dowódcy                                         | rtm. Feliks Pruszyński                                   |
| odkomenderowany                                          | rtm. Wacław II Jankowski                                 |
| na kursie                                                | ppor. Czesław Sibilski                                   |

## 7 psk w kampanii wrześniowej

### Mobilizacja
24 sierpnia o godz. 5.00 w ramach mobilizacji alarmowej, w grupie żółtej w garnizonie Biedrusko w czasie A+24 do A+36 rozpoczęto mobilizację do etatów wojennych 7 pułku strzelców konnych. Dodatkowo zmobilizowano w terminie od A+36 do A+50:
- samodzielny pluton km nr 7,
- kolumnę taborową kawaleryjską typ II nr 741,
- kolumnę taborową kawaleryjską typ II nr 742,
- kolumnę taborową kawaleryjską typ II nr 743,
- kolumnę taborową kawaleryjską typ II nr 744,
- szwadron marszowy nr 3 Wielkopolskiej Brygady Kawalerii (7 psk)[12].

Zmobilizowano również w ramach I rzutu mobilizacji powszechnej na bazie kadry 7 psk Ośrodek Zapasowy Kawalerii „Kraśnik” Wielkopolskiej Brygady Kawalerii z siedzibą w koszarach 24 pułku ułanów w Kraśniku. Ze względu na to, że 7 psk posiadał powiększony stan osobowy pułku w wysokości 80% stanu wojennego, mobilizacja przebiegła sprawnie i bez zakłóceń. Prowadzono zgrywanie stanu osobowego i zaprzęgów, z udziałem przydzielonej 3 baterii 7 dywizjonu artylerii konnej. 27 sierpnia przeglądu pułku dokonali dowódca Wielkopolskiej Brygady Kawalerii gen. bryg. Roman Abraham i dowódca 14 Dywizji Piechoty gen. bryg. Franciszek Wład. 27 sierpnia po załadowaniu do transportów kolejowych do Kraśnika odjechał Oddział Zbierania Nadwyżek 7 psk, wraz z kadrą Ośrodka Zapasowego. 28 sierpnia 7 pułk wymaszerował z koszar w Biedrusku do okolic Rogoźna i Obornik. Pułk zajął stanowiska czat: w rejonie Parkowa 1 szwadron z plutonem ckm, Rożnowa 3 szwadron z plutonem ckm, szwadron kolarzy w rejonie Oborniki, Studzianica, Słomowa, natomiast 2 i 4 szwadron z plutonem ckm jako odwód w rejonie Słomowa. Dowództwo pułku z plutonami łączności i ppanc. w Murowanej Goślinie. Wsparcie zapewniała bateria 3/7 dak na stanowiskach ogniowych w pobliżu Uchorowa. Dowódcy 7 psk płk. Stanisławowi Królickiemu podporządkowano również batalion ON „Oborniki”, który obsadził przygotowany punkt oporu w Murowanej Goślinie i na skraju Puszczy Zielonki. Prowadzono rozpoznanie rejonu w kierunku granicy i patrolowano teren.

### Działania bojowe

#### Walki graniczne
1 września 1939 7 psk wraz z batalionem ON „Oborniki” i baterią 3/7 dak stanowił Oddział Wydzielony podporządkowany dowódcy 14 DP. Po otrzymaniu wiadomości o wybuchu wojny i walkach w przygranicznym Czarnkowie, płk Stanisław Królicki na czele III plutonu kolarzy z ckm ok. godz. 11:00 wsparł pododdział Straży Granicznej i ochotników z Przysposobienia Wojskowego w walce o miasto. Wyrzucając z Czarnkowa pododdziały niemieckiego 12 pułku straży granicznej, odbił też most na Noteci. Patrole konne i kolarzy 7 pułku wyłapywały niemieckich dywersantów. 2 i 3 września prowadzono głównie działania przeciw dywersyjne. 3 września o świcie wysunięty do Czarnkowa pluton kolarzy stoczył walkę z niemieckim oddziałem piechoty, który przeprawił się przez Noteć na południe od miasta i zaatakował jego obsadę. III pluton kolarzy zagrożony okrążeniem wycofał się do Przybychowa na rozkaz dowódcy 7 psk. Wysłano dwa podjazdy, każdy w sile plutonu z ckm z 1 i 3 szwadronu, celem rozpoznania sytuacji na przedpolu w związku z wyparciem z Czarnkowa polskiej obsady, w kierunku Czarnkowa celem nawiązania kontaktu z kolarzami i w kierunku Obrzycka.                         

#### Odwrót z Wielkopolski
4 września w godzinach nocnych pod osłoną batalionu ON „Oborniki” strzelcy konni odjechali po trasie Bolechowo, Owińska, Czerwonak, Swarzędz, docierając do Bolechowa w pobliżu Środy Wielkopolskiej. W godzinach popołudniowych w trakcie odpoczynku pułk był nieskutecznie atakowany przez lotnictwo niemieckie. Wieczorem 5 września rozpoczął kolejny marsz nocny, docierając o świcie do rejonu Gorazdowa. Wieczorem 6 września odbył dalszy marsz w kierunku południowo-wschodnim, docierając za Konin, a po krótkim odpoczynku, przez Tuliszków, do lasów na zachód od Koła. Po kilkugodzinnym odpoczynku pułk podjął marsz, docierając do Koła. Dalej przez most na Warcie, poprzez Grabowo Łęczyckie, dotarł 8 września do Daszyny, miejsca ześrodkowania Wielkopolskiej BK, za którą podążał od 5 września. W dniu 8 września do pułku dołączył szwadron marszowy, który z rejonu Poznania został przewieziony transportem kolejowym w pierwszych dniach września do rejonu Żychlina. 9 września o godz. 5:00 7 psk podjął marsz z baterią 3/7 dak zajmując kolonię Kościuszki, na północ od Soboty; wszedł tym samym w szyki bojowe Wielkopolskiej BK. Brygada walczyła już o dostęp do rzeki Bzury. 7 psk znalazł się w II rzucie brygady. Z pułku wydzielono szwadron kolarzy, który wszedł w skład Oddziału Wydzielonego „Zduny”, obok szwadronu kolarzy 17 pułku ułanów i szwadronu samochodów pancernych (bez plutonu) z 71 dywizjonu pancernego. Oddziałem Wydzielonym dowodził rtm. dypl. Andrzej Chołoniewski. Miał on za zadanie opanować Zduny Kościelne, Strugienice; ubezpieczał brygadę od strony Łowicza. W odwodzie brygady był 7 psk z 3/7 dak i 3 szwadron 15 pułku ułanów.                         

#### Udział w bitwie nad Bzurą
Wieczorem 9 września wzmocniony 7 psk zajął las Stanisławów, wyszedł na południowy skraj lasu w rejonie wsi Władysławowo, zajmując podstawę do natarcia w kierunku Głowna. Tego dnia pułk opuścił mjr Wilhelm Kalwas, ze względu na chorobę. 10 września na przeprawie przez Bzurę w Sobocie pozostał wzmocniony 3 szwadron w jej osłonie. Pozostała część pułku zajęła obok lasu folwark Stanisławów. Wystawiono placówki i wysyłano w teren patrole, z których jeden wykrył niechronioną baterię niemieckiego 10 pułku artylerii. Nocą 10/11 września sformowano 40 osobową ochotniczą grupę wypadową, pod dowództwem por. Edwarda Groniowskiego; osłaniał ją 2 szwadron z plutonem ckm i 3/7 dak pod ogólnym dowództwem mjr. Pawła Budzika. Nocny wypad doprowadził do uszkodzenia trzech dział i zlikwidowania przy pomocy bagnetów i granatów wielu żołnierzy niemieckich. W nocy 10/11 września do pułku dołączył 3 szwadron. Zgodnie z rozkazem gen. Romana Abrahama 11 września o godz. 5:30 7 psk z 3/15 puł. i 3/7 dak wyruszył na podstawy wyjściowe do natarcia na Głowno. Szwadron marszowy opanował południowy skraj wsi Władysławowo, 1 szwadron z plutonem ckm i połową plutonu ppanc. maszerował przez kolonię Władysławowo w kierunku Woli Zbrożkowej, za nim 2 i 3 szwadrony. Równocześnie od strony Głowna, w kierunku Woli Zbrożkowej, maszerowały w ubezpieczeniu bojowym niemiecki szwadron kolarzy z 24 dywizjonu rozpoznawczego i kompania piechoty I batalionu 31 pp. W wyniku obopólnych działań doszło do boju spotkaniowego zgrupowania niemieckiego i 1 szwadronu 7 psk. Po spieszeniu się 1 szwadron nawiązał walkę ogniową; pod ostrzał niemiecki wjechała 3/7 dak ponosząc starty w zabitych i rannych. Utraciła też 40-50 koni i została wyłączona z walki. Mjr Paweł Budzik poprowadził do natarcia na jednostki niemieckie spieszone 2 i 3 szwadron. 4 szwadron opanował wzg. 118, następnie spieszony dotarł do polnej drogi, przy północnej części Woli Zbrożkowej. Wsparcia artyleryjskiego udzieliła bateria 1/7 dak. Szwadrony 7 psk wdarły się do północnej części Woli Zbrożkowej, ale niemiecki kontratak piechoty ze wsparciem artylerii wyparł 7 pułk ze wsi. Szwadrony wycofały się na podstawy wyjściowe, gdzie ostatecznie załamały niemiecki kontratak.
Straty strzelców konnych były znaczne; wśród poległych był por. Kazimierz Ciszewski, 2 oficerów, 1 podchorąży, kilkunastu strzelców i podoficerów. Rannych również było wielu strzelców konnych, wśród nich rtm. Kazimierz Bogusławski, ppor. Jerzy Grądzki i kilkunastu innych. W południe na prawe skrzydło walczącego 7 psk został wprowadzony dywizjon 17 puł. pod dowództwem ppłk. Arnoldta-Russockiego, który opanował wieś Helenów i wsparł ogniem broni maszynowej walkę strzelców konnych. Wprowadzono do walki przez stronę niemiecką większość 31 pp i 24 dywizjonu rozpoznawczego z 24 DP. O godz. 15:00, pod dowództwem mjr. Pawła Budzika, 7 psk ze wsparciem baterii 1/7 dak wdarł się ponownie do Woli Zbrożkowej czterema szwadronami liniowymi, szwadronem ckm i plutonem ppanc. Po godzinnej walce, na skutek strat, na rozkaz płk. Królickiego, 7 pułk ponownie wycofał się na stanowiska wyjściowe. Na tych stanowiskach załamał niemieckie kontrnatarcie przy wsparciu 1 i 2 baterii 7 dak. Ubyli z szeregów kolejni żołnierze; wśród poległych był jeden oficer i kilkunastu podoficerów i strzelców. Ranni zostali rtm. Zdzisław Baranowski, por. Mieczysław Moszczeński, dwóch innych oficerów, dwóch podchorążych i kolejnych kilkunastu podoficerów i strzelców. Z uwagi na zapowiedź zluzowania 7 psk w Woli Zbrożkowej przez I batalion 57 pułku piechoty, 7 psk po raz trzeci przeprowadził wieczorne natarcie na wieś. Natarcie strzelców konnych wsparła bateria 3/7 dak. Natarcie odrzuciło oddziały niemieckie w kierunku Głowna. Zajęto północną część Woli Zbrożkowej przez 1 szwadron, a 3 i 4 szwadron wyszły na zachód od wsi, gdzie związały się bojem z niemieckim II batalionem 32 pp. Utrzymano opanowane pozycje. Bilans całodziennych walk pułku: pojmano 16 jeńców, zdobyto 22 karabiny maszynowe, 3 granatniki oraz amunicję. Na opanowanym terenie znaleziono ok. 80 zabitych żołnierzy niemieckich. Straty własne: 29 poległych, w tym 4 oficerów, 49 rannych, w tym 7 oficerów.                         
W nocy pułk został zluzowany przez batalion I/57 pp i odmaszerował do rejonu Psary-Polesie, gdzie odtwarzał zdolność bojową cały dzień 12 września. Szwadron kolarzy 7 psk 12 września prowadził działania rozpoznawcze w składzie OW „Zduny”, w pasie natarcia sąsiedniej 16 Dywizji Piechoty. W południe jeden z podjazdów kolarzy opanował wieś Bełchów, 10 km na północ od Skierniewic. Ścierając się z niemieckim 30 pp z 18 DP, opóźniał jego działania, aż do Bzury. W godzinach nocnych 12/13 września nad Bzurą szwadron kolarzy i wspierający go II pluton ckm poniosły straty: 4 zabitych i 3 rannych; wśród poległych był ppor. Zygmunt Faleński. Szwadron wycofał się pod ostrzałem artylerii przez płonący Łowicz. Z uwagi na zmianę zadań Wielkopolskiej BK, nocą 12/13 września pułk przemieścił się trasą: Chruślin, Urzecze, Zduny Kościelne do wsi Niedźwiada, gdzie zajęto obronę. Ponadto 7 psk dozorował odcinek Bzury od Maurzyc do Niedźwiady. W I rzucie rozwinęły się 2, 3 i 4 szwadron, każdy z plutonem ckm; reszta pułku w odwodzie, dołączył szwadron kolarzy. W obronie 7 pułk pozostał cały dzień 13 września; na odprawie dowódców ustalono, że brygada opanuje przeprawy na Bzurze w rejonie Brochowa i Witkowic, czym ubezpieczy lewe skrzydło Armii „Pomorze”. Nocą 13/14 września jako czołowy podjął marsz 15 puł., za nim na czele sił głównych brygady maszerował 7 psk. Przemieszczano się trasą; Goleńsko, Chąśno, Błędów, Wicie do wsi Złota.

#### Walki o Brochów
Po odpoczynku podjęto rano 14 września dalszy marsz. 15 puł. wkroczył w godzinach przedpołudniowych do Brochowa i opanował przeprawę. Jednocześnie został ostrzelany przez artylerię niemiecką. Część pułku opanowała przeprawę w Witkowicach. Natarcie na Brochów podjął niemiecki III batalion pułku SS-Leibstandarte „Adolf Hitler”, z czołgami I batalionu 36 pułku pancernego. 15 puł. został wyparty ze wsi. Zadanie odbicia Brochowa otrzymał 7 psk rozkazem gen. Abrahama, gdy dotarł do rejonu Białej Góry i Młodzieszyna. Po osiągnięciu wsi Mistrzewice na zachodnim brzegu Bzury, czołowe szwadrony 1 i 2 spieszyły się i pod bezpośrednim dowództwem mjr. Pawła Budzika uderzyły na niemieckie patrole i placówki znajdujące się na zachodnim brzegu, w rejonie folwarku Mistrzewice i cmentarza wojennego z I wojny światowej. W trakcie walki śmiertelnie ranny został mjr Paweł Budzik. 7 pułk rozwinął i spieszył się z 1, 2, 4 i 3 szwadronami w I rzucie i szwadronem ckm na stanowiskach ogniowych, udzielając wsparcia natarciu z miejsca. Dodatkowo ostrzelała pozycje niemieckie w Brochowie bateria 3/7 dak. Przy wsparciu ckm, armat ppanc. i artylerii, szwadrony sforsowały Bzurę wpław. Natarcie szwadronów na wschodnim brzegu prowadzono przez odkryty teren. W wyniku silnego ostrzału szczególnie na 1 i 2 szwadron, ruch ich odbywał się powoli. Jako pierwsze do wsi wdarły się 4 i 3 szwadron, a do folwarku i dworu w niedługim czasie 1 i 2 szwadron. Rejon mostu opanował wprowadzony do walki szwadron kolarzy. Po moście do wsi wprowadzono szwadron ckm i pluton ppanc. W rejonie kościoła stanowiska zajął szwadron kolarzy, z obserwatorem 3 baterii na wieży. Stanowisko dowódcy z pocztem znalazło się w środku wsi; szwadron marszowy dozorował przeprawę przez Bzurę.
Piechota niemiecka wyparta ze wsi przegrupowała się. III batalion pułku SS, wraz z elementami 4 DPanc., podjął atak na Brochów z dwóch kierunków. Celem udzielenia pomocy 7 psk, na jego lewym skrzydle w kierunku Konar uderzył przez Bzurę dywizjon 17 puł. pod dowództwem rtm. Czesława Juścińskiego, ze wsparciem baterii 2/7 dak. Natarcie dywizjonu 17 pułku ułanów zostało zatrzymane, ale wspomogło obronę strzelców konnych. 7 psk w Brochowie utrzymał swoje pozycje, pomimo ponawianych kontrataków niemieckich. Pluton ppanc. unieszkodliwił kilka czołgów niemieckich, jednak poległ jego drugi dowódca ppor. Ignacy Bukowiecki. Na noc w Brochowie pozostawiono szwadron kolarzy, w momencie wycofania sił głównych pułku z Brochowa, na zachodni brzeg Bzury na odpoczynek. O godz. 21:00, przy silnym wsparciu artylerii, piechota niemiecka wykonała atak, wdzierając się do wsi. Osobiście poprowadzony przez płk. Królickiego kontratak, siłami 4 szwadronu i szwadronu marszowego, wyrzucił niemiecką piechotę ze wsi. Walkę w Brochowie w trakcie obrony 7 psk wspierały 1 i 3 bateria 7 dak, a później cały dywizjon. W trakcie walk obronnych w Brochowie 7 psk wspierała nieustalona kompania z  nieustalonego batalionu Obrony Narodowej, która mu się samorzutnie podporządkowała. Od świtu 15 września ruiny Brochowa obsadziły 2 szwadron i szwadron kolarzy, z plutonami ckm i ppanc. Przez cały dzień trwała w Brochowie walka ogniowa i lokalne ataki patroli. W trakcie walk 14 i 15 września poległo 34 żołnierzy, w tym 3 oficerów; 61 zostało rannych, w tym 21 ciężko. Wzięto do niewoli 5 jeńców, stwierdzono 83 poległych żołnierzy niemieckich, zdobyto 4 granatniki i 6 ckm.                         

#### W Puszczy Kampinoskiej
16 września w godzinach porannych 7 psk w Brochowie został zluzowany przez batalion II/62 pułku piechoty. Po godz. 8:00 7 psk podjął marsz, z 1 szwadronem w straży przedniej; jako ostatnie maszerowały zluzowane w Brochowie 2 szwadron i szwadron kolarzy. Przemieszczano się po trasie Tułowice, Myszory, Famułki Królewskie, Krzywa Góra, Stara Dąbrowa. Podczas krótkiego odpoczynku w Krzywej Górze, płk Królicki wsparł ok. godz. 16:00 dywizjonem 7 psk 17 puł. walczący w rejonie gajówki Dębowskie. Dywizjon strzelców konnych, pod dowództwem por. Edwarda Groniowskiego, w składzie 3 i 4 szwadron z plutonem ckm, po przejechaniu w szybkim tempie odcinka 2 km, spieszył się i uderzył na skrzydło broniącego lasu i rejonu gajówki niemieckiego III batalionu 12 pp ze składu 31 DP. Wspólne natarcie 17 puł. i dywizjonu 7 psk pozwoliło wyprzeć niemiecki batalion, zadając mu jednocześnie straty osobowe i w sprzęcie. Dywizjon por. Groniowskiego, wzmocniony szwadronem kolarzy, podjął marsz ubezpieczony drogą Dębowskie-Zamość do linii rowu melioracyjnego. W godzinach nocnych 16 września, podczas próby forsowania rowu melioracyjnego, dywizjon został ostrzelany silnym ogniem broni maszynowej, w wyniku czego polegli por. Edward Groniowski i plut. pchor. rez. Stanisław Taylor. Dalszy atak dywizjonu doprowadził do zajęcia niemieckich pozycji obronnych. Straty własne to 14 poległych i 19 rannych. Zdobyto 1 ckm.
Nocą 16/17 września na rozkaz gen. Abrahama został wysłany wzmocniony 1 szwadron do jego dyspozycji. 17 września o godz. 6:00, po osiągnięciu rejonu przysiółka Górki, uderzył na przysiółek i go opanował; ze wsparciem baterii 2/7 dak odparł niemiecki kontratak. Na rozkaz gen. Abrahama, 7 psk o godz. 8:00 wykonał natarcie na wzg. 82 i las na zachód od wsi Zamość dywizjonem pod dowództwem rtm. Zbigniewa Szacherskiego w I rzucie w składzie 2 szwadron i szwadron marszowy z plutonem ckm. Pozostała część pułku przemieszczała się pod dowództwem rtm. Wacława Jankowskiego jako II rzut natarcia. Dowódca pułku z pocztem znajdował się za dywizjonem rtm. Szacherskiego. Wsparcia udzieliły 1/7 dak i 2/7 dak. Natarcie dywizjonu osiągnęło zakładane cele; zdobyto wszystkie punkty terenowe i wyparto niemiecką piechotę. Szczególne znaczenie miało użycie zdobycznych granatników niemieckich w walce leśnej. Zdobyto dalsze 5 granatników, 4 ckm, dwa samochody ciężarowe z amunicją, wzięto 6 jeńców. Opanowano most na kanale Łasica, o który walkę stoczyła drużyna pioniersko-przeciwgazowa 7 psk. Na rozkaz gen. Abrahama przeprowadzono dalsze natarcie na wieś Zamość. Ze wzgórza 82 niemiecką obronę związał ogniem szwadron marszowy, większość szwadronu ckm i pluton ppanc. Natomiast od zachodu obeszły wieś 2, 3 i 4 szwadron, pod dowództwem rtm. Zbigniewa Szacherskiego, które w natarciu zdobyły gajówkę i kilka zabudowań na północno-zachodnim skraju wsi. Wsparcie artyleryjskie 1/7 dak było jednak zbyt słabe. Niemiecki kontratak piechoty, wsparty ogniem artylerii, wyparł dywizjon rtm. Szacherskiego ze wsi i gajówki, aż za kanał Łasica. Z uwagi na wyczerpanie walką, 7 psk przeszedł do obrony. W trakcie silnego ostrzału pozycji pułku z niemieckich moździerzy został śmiertelnie ranny płk Stanisław Królicki oraz lżej por. Tadeusz Wojtyna. W trakcie walk poległo i zostało ciężko rannych 25 żołnierzy, w tym 2 oficerów, a lżejsze rany odniosło 22 żołnierzy. Szwadron marszowy 17 września rozwiązano, uzupełniając 72 żołnierzami szwadrony liniowe i ckm.                         
Dowództwo nad 7 psk przejął rtm. Zbigniew Szacherski. Nocą 17/18 września podjęto marsz drogami Puszczy Kampinoskiej za czołowym 14 pułkiem ułanów. Ułani jazłowieccy zmylili drogę i na czoło maszerującej kolumny wysunięto 7 psk, który o świcie 18 września osiągnął rejon Wędziszewa. Zajął stanowiska w północnym paśmie Puszczy Kampinoskiej, porządkując własne pododdziały i odtwarzając gotowość bojową. Strzelcy konni wraz pozostałymi pułkami ułańskimi dotarli do rejonu Janówek-Adamówek, miejsca koncentracji kawalerii pod dowództwem gen. Abrahama. Po drodze pułk znalazł się pod ostrzałem niemieckiej artylerii kierowanej z samolotu obserwacyjnego. Po odprawie podjęto dalszy marsz Grupy Operacyjnej Kawalerii gen. Romana Abrahama w kierunku Warszawy. Strzelcy konni stanowili straż tylną grupy.                         

#### Pod Sierakowem i Laskami
Po rozpoczęciu walk o Sieraków w nocy 18/19 września i o Laski 19 września, 7 psk stanowił odwód. Rano 19 września wziął udział w odparciu niemieckiego kontrataku pancernego w rejonie Sierakowa, poprzez wystawienie jako oddziału ppanc. szwadronu ckm z plutonem ppanc., wraz ze strzelcami kb spec. wz.35. W odpieraniu niemieckiego kontrataku wzięły udział również 1 i 2 szwadron. W trakcie tych walk poległ jeden podoficer, rannych zostało 5 oficerów i podoficerów. Po godz. 10:15 odwodowy 7 psk zajął stanowiska na północ od Sierakowa w rejonie wzg. 88. Około godz. 13:15 7 psk został wprowadzony do natarcia na Laski wzdłuż drogi Sieraków-Laski: 1 i 2 szwadron jako I rzut natarcia, za nimi 3 i 4 szwadron; bateria 3/7 dak jako artyleria towarzysząca w osłonie szwadronu kolarzy pomiędzy obu rzutami pułku. Natarcie czołowych szwadronów dostało się w ostrzał niemieckiej broni maszynowej z Lasek i artylerii. Poległ rtm. Stanisław Jankowski i inni żołnierze 2 szwadronu; natarcie 1 szwadronu również zostało zatrzymane ze stratami. Czołowe szwadrony i 3 bateria były ostrzeliwane przez niemieckie wozy pancerne z duktów leśnych i drogi do Lasek; zwalczanie ich było utrudnione, walki objęły cały pułk w terenie leśnym. Koniowodów bronił pluton łączności. Pomiędzy godz. 15-16 pułk przeszedł do obrony. Przed zmrokiem, na rozkaz gen. Abrahama, 7 psk rozpoczął wycofywanie się, w trakcie którego znajdujący się przy 2 szwadronie rtm. Zbigniew Szacherski został ciężko ranny. 7 psk zebrał się na skraju lasu obok Sierakowa. Tam dowodzenie pułkiem przejął rtm. Konstanty Kozłowski. W trakcie walk o Laski poległo 27 żołnierzy, w tym 2 oficerów; rannych zostało 70 żołnierzy, w tym 7 oficerów. Łącznie 19 września pod Sierakowem i Laskami pułk utracił 42 zabitych i 117 rannych.                        

#### W obronie Warszawy
Popołudniem do Warszawy przedarły się 14 puł. i 15 puł., nocą 19/20 września pozostałe pułki grupy kawalerii; 7 psk stanowił straż tylną. Przeszedł w szyku pieszym pomiędzy Wólką Węglową a Dąbrową przez linie niemieckie, docierając do stanowisk obrońców Warszawy w rejonie wzg. 109, pomiędzy Młocinami i Pociechą. 7 psk zbierał swoich żołnierzy przez cały dzień 20 września i do południa 21 września, kwaterując na terenie Centralnego Instytutu Wychowania Fizycznego na Bielanach. Po odpoczynku przesunięto pułk do koszar 1 pułku szwoleżerów i 1 dywizjonu artylerii konnej. 23 września 7 psk podzielono. I dywizjon rtm. Konstantego Kozłowskiego, wraz z dwoma szwadronami liniowymi, plutonami ckm, ppanc. i łączności, został oddziałem dyspozycyjnym dowódcy Zbiorowej Brygady Kawalerii. II dywizjon rtm. Wacława Jankowskiego, z dwoma szwadronami liniowymi i plutonem ckm, wszedł w skład 17 puł. Do dywizjonu pieszego Zbiorowej BK, pod dowództwem ppłk dypl. Witolda Święcickiego, przydzielono szwadron kolarzy. Strzelcy konni pełnili służbę porządkowo-asystencyjną. Przed kapitulacją odtworzono 7 psk pod dowództwem mjr dypl. Witolda Jabłońskiego. Po kapitulacji Warszawy, przed pójściem do niewoli, część broni ukryto, a część zniszczono. Do niewoli poszło 531 żołnierzy pułku z 219 końmi. Pułk złożył broń 29 września 1939 w Łazienkach.                        
Za kampanię wrześniową 1939 7 Pułk Strzelców Konnych Wielkopolskich został odznaczony orderem Virtuti Militari.

### Struktura i obsada personalna 1 września 1939
Obsada personalna 7 psk w dniu 1 września 1939
Dowództwo
- dowódca – płk Stanisław Królicki (do 17 IX 1939), rtm. Zbigniew Szacherski (do 19 IX 1939), rtm. Konstanty Kozłowski(do 23 IX 1939)
- I zastępca – mjr Wilhelm Kalwas (do 9 IX 1939)
- II zastępca (kwatermistrz) – mjr Paweł Budzik (od 9 IX 1939 I zastępca dcy), (do +14 IX 1939)
- I adiutant – rtm Zbigniew Szacherski
- oficer ordynansowy – por. rez. kaw. Stanisław Maciołowski
- oficer informacyjny – wachm. pchor. rez. Jerzy Lutostański
- oficer broni – rtm. Władysław Stachowicz
- płatnik – kpt. Stanisław Kowal
- intendent – por. int. Jan Macuta
- dowódca pocztu – por. rez. Bernard Kaczmarek
- lekarz – por. lek. Aleksander Berezowski
- lekarz weterynarii – por. lek. wet. Bolesław Witkowski
  - pchor. lek. wet. Sylwester Radomski
- kapelan – ks. Michał Kosicki
- szef kancelarii pułku – st. wachm. Jan Sobik

1 szwadron
- dowódca – rtm. Konstanty Kozłowski

- dowódca I plutonu - ppor. Kazimierz Nadobnik
- dowódca II plutonu - ppor. Stanisław Andrzejkowicz
- dowódca III plutonu - ppor. rez. Karol Górski
- szef szwadronu – st. wachm. Andrzej Wawrzyniak
- pchor. Jan Lutostański
- pchor. Michał Nowakowski
- pchor. Alfred Lubierski
- pchor. Edward Grzegorzewski

2 szwadron
- dowódca – rtm. Stanisław Jankowski (do +19 IX 1939), por. rez. Konrad Wünsche
- dowódca I plutonu – por. rez. Jerzy Radoński
- dowódca II plutonu – por. rez. Konrad Wünsche
- dowódca III plutonu – ppor. Leszek Cygler
- szef szwadronu – st. wachm. Jan Kromolicki
- pchor. Kazimierz Wołoszyn

3 szwadron
- dowódca – rtm. Kazimierz Bogusławski (do 11 IX 1939), por. Mieczysław Moszczeński (11 IX 1939), plut. pchor. rez. Stanisław Taylor(chwilowo), por. rez. Bernard Kaczmarek
- dowódca I plutonu – por. Mieczysław Moszczeński[27]
- dowódca II plutonu – ppor. Czesław Sibilski
- dowódca III plutonu – ppor. rez. Tadeusz Lipski
- szef szwadronu – st. wachm. Jan Wesołowski
- pchor. Czesław Wieruszewski
- pchor. Jerzy Zakrzewski
- pchor. Stefan Ziętarski

4 szwadron
- dowódca – rtm. Zdzisław Antoni Baranowski (ranny 11 IX 1939), ppor. rez. Janusz Stefaniak (do 12 IX 1939), por. Edward Groniowski (do † 16 IX 1939), por. rez. Jerzy Radoński
- dowódca I plutonu – ppor. Franciszek Winiarz (ranny 11 IX 1939, poległ podczas ewakuacji szpitala)
- dowódca II plutonu – ppor. rez. Janusz Stefaniak (ranny 14 IX 1939)
- dowódca III plutonu – ppor. rez. Edmund Suchorzewski († 11 IX 1939)
- zastępca dowódcy plutonu – pchor. Andrzej Konopka (od 11 IX 1939 dowódca plutonu, ranny 19 IX 1939)
- zastępca dowódcy plutonu – pchor. Henryk Maisel († 11 IX 1939)
- zastępca dowódcy plutonu – pchor. Stefan Pęski (od 11 IX 1939 dowódca plutonu, ranny 18 IX 1939)
- szef szwadronu – st. wachm. Stefan Woźniak (ranny 19 IX 1939)

szwadron ckm
- dowódca – rtm. Wacław Jankowski (ranny 11 IX 1939)
- dowódca I plutonu – por. Edward Groniowski (od 11 IX 1939 dowódca 4 szwadronu, )
- dowódca II plutonu – ppor. Zygmunt Faleński
- dowódca III plutonu – ppor. rez. Michał Mazurkiewicz
- szef szwadronu – st. wachm. Ksawery Pławski
- pchor. Marian Antkowiak
- pchor. Jerzy Brandt
- pchor. Jacek Dębicki

szwadron kolarzy
- dowódca – por. Jerzy Iwanicki
- dowódca I plutonu – ppor. rez. Walerian Kajda
- dowódca II plutonu – ppor. rez. Stefan Piasny
- dowódca III plutonu – plut. pchor. rez. Stanisław Niedbał[27]
- dowódca drużyny ckm – ppor. rez. Olgierd Matuszewski
- szef szwadronu – st. wachm. Leon Kowalczyk
- pchor. Olgierd Raczkowski
- pchor. Kazimierz Trompeteur

szwadron gospodarczy
- dowódca – por. Feliks Szefler
- zastępca dowódcy – chor. Bolesław Jazgar

szwadron marszowy
- dowódca – por. Tadeusz Wojtyna
- dowódca I plutonu - ppor. rez. Stefan Mizera[i]
- dowódca II plutonu - ppor. rez. Marian Nochowicz
- dowódca III plutonu - wachm. Władysław Przygoda[27]
- szef szwadronu st. wachm. Leopold Badura[27]

pluton przeciwpancerny
- dowódca – ppor. Jerzy Grądzki (do 11 IX 1939), ppor. rez. Ignacy Bukowiecki (do 14 IX 1939), ppor. rez. Jacek Pacyński
- zastępca - ppor. rez. Ignacy Bukowiecki
- oficer - ppor. rez. Jacek Pacyński
- działonowy - plut. Jan Bartkowiak

pluton łączności
- dowódca – por. Kazimierz Ciszewski (do 11 IX 1939), plut. pchor. rez. Bohdan Powidzki
- zastępca - pchor. rez. Jerzy Powidzki
- szef plutonu - st. wachm. Jan Szefner
- pchor. Mieczysław Patzer

## Symbole pułkowe

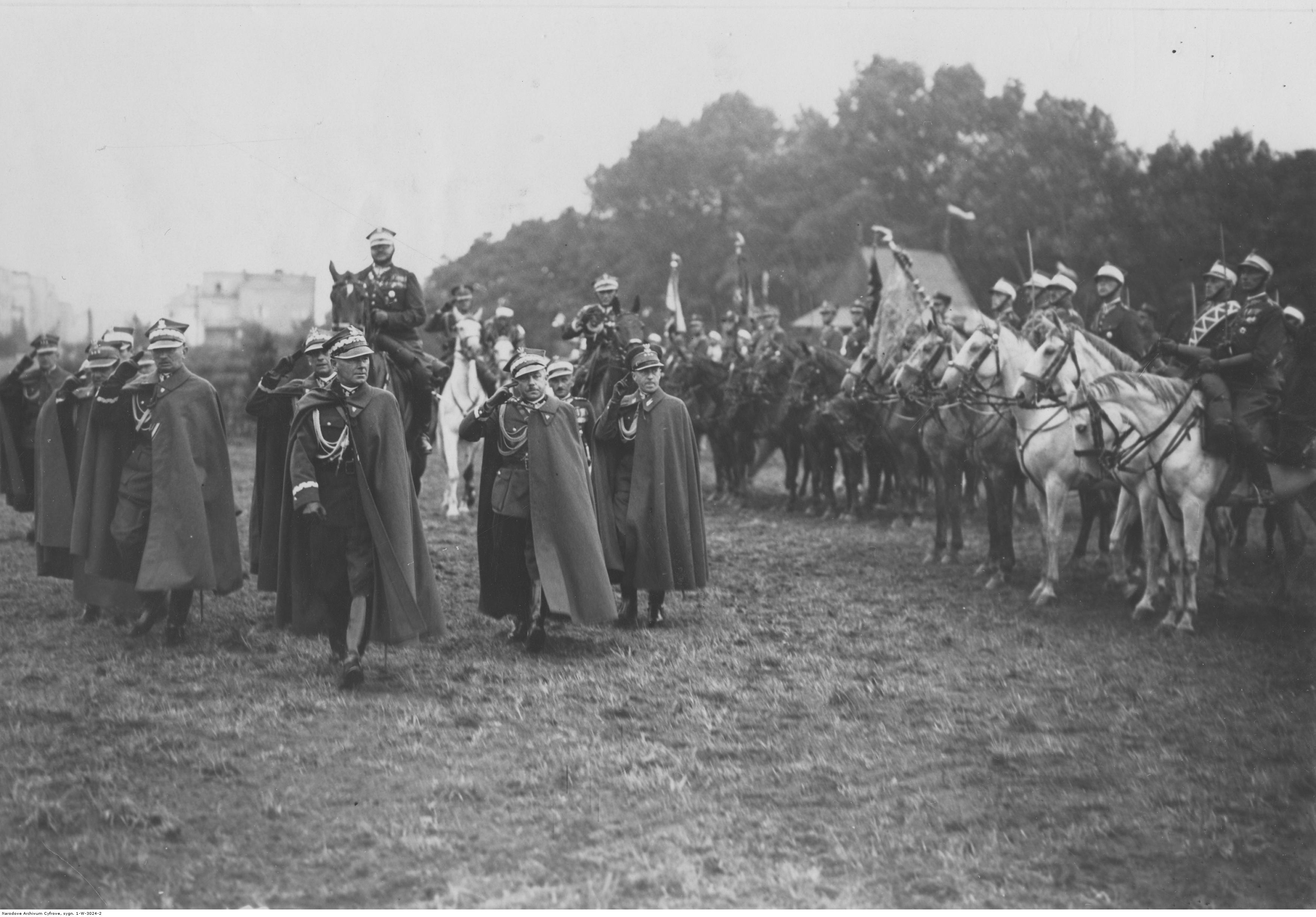
Wręczenie sztandaru 7 psk w Poznaniu; sierpień 1936. Na pierwszym planie od lewej: gen. Juliusz Rómmel, marszałek Edward Rydz-Śmigły, gen. Edmund Knoll-Kownacki.

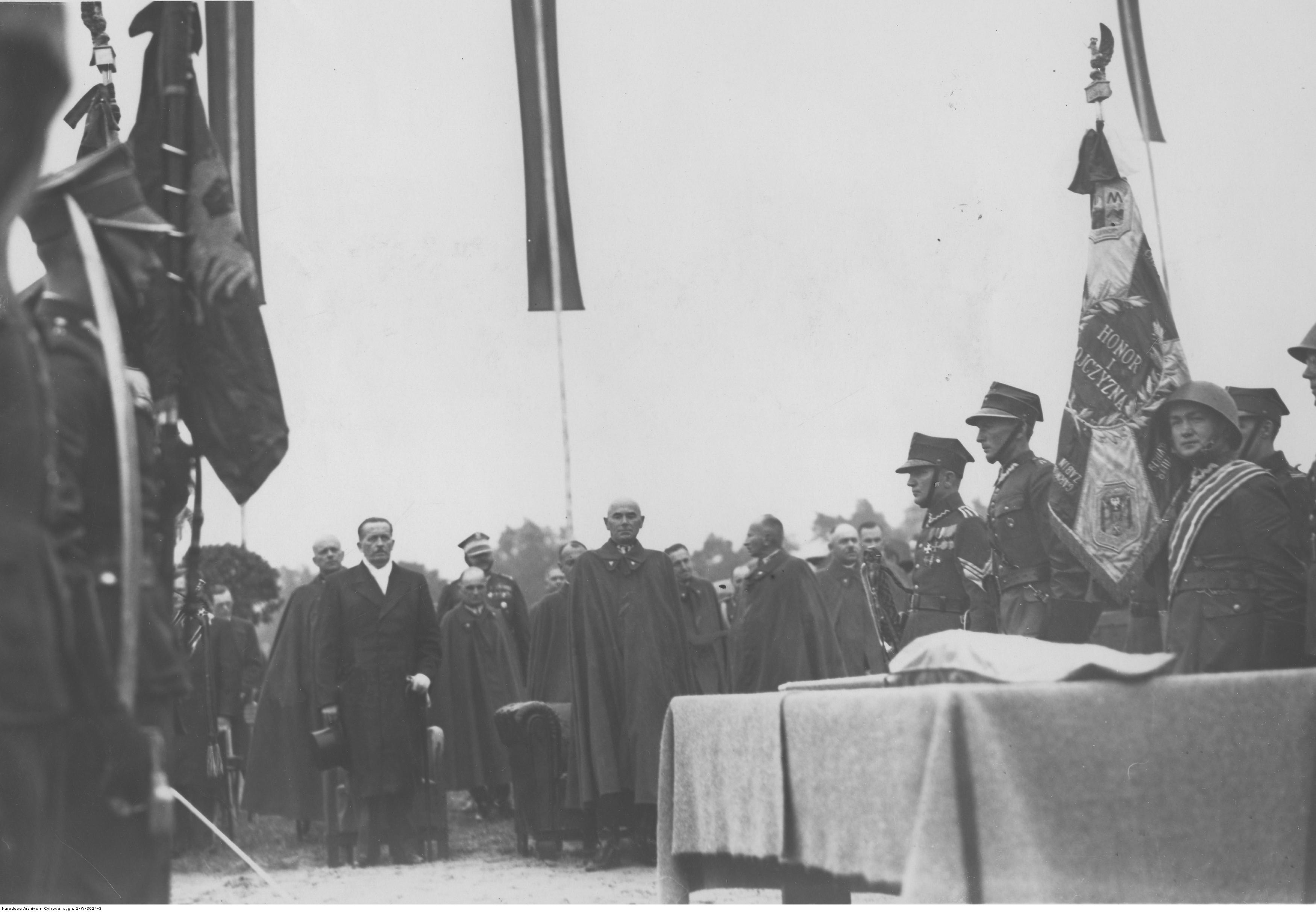
Wręczenie sztandaru 7 psk. W pierwszym rzędzie od lewej: wojewoda Artur Maruszewski, marszałek Edward Rydz-Śmigły.

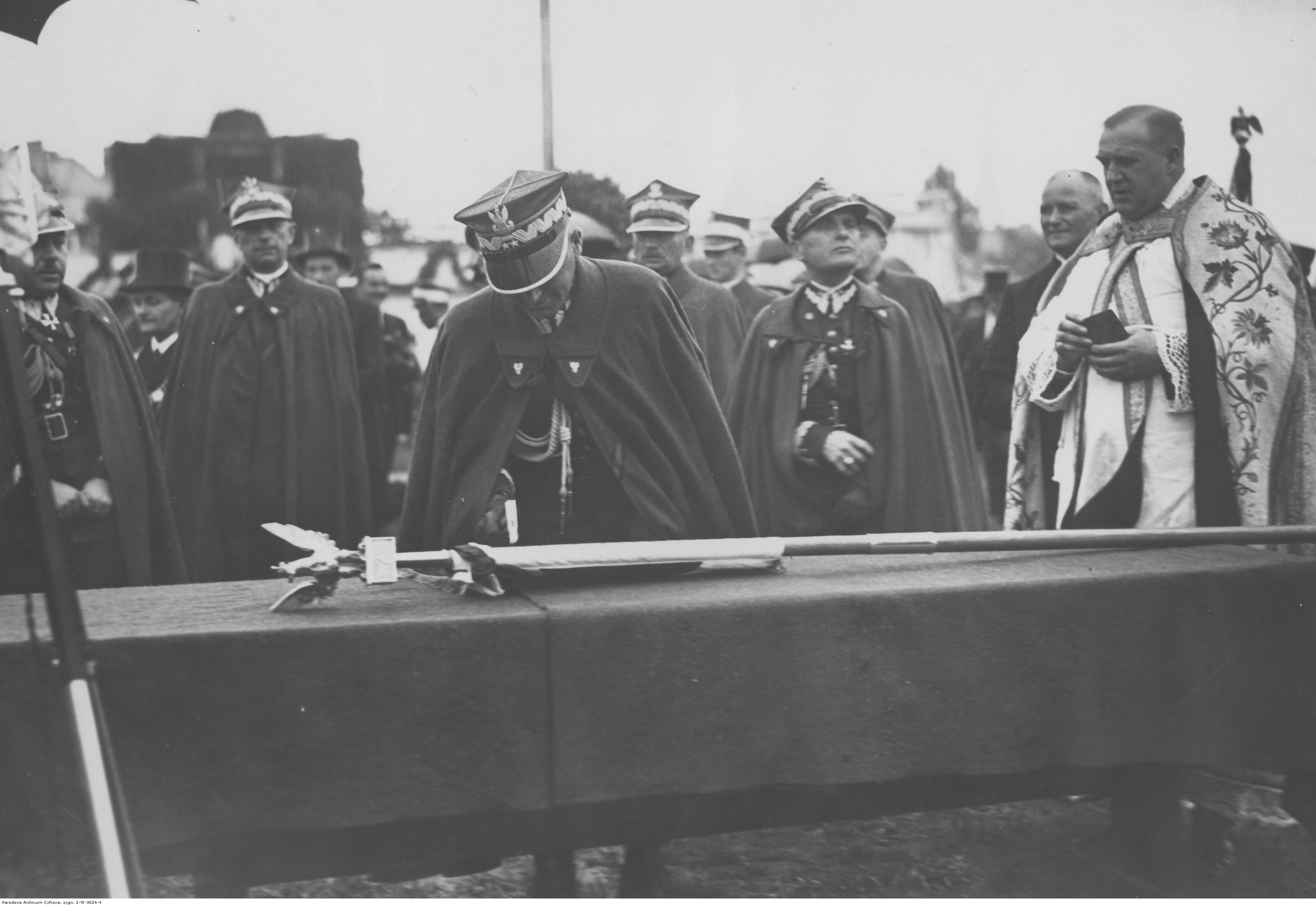
Wręczenie sztandaru 7 psk. Marszałek Edward Rydz-Śmigły wbija gwóźdź w drzewce sztandaru; z prawej ks. Julian Wilkans.

### Sztandar
Na początku lat 30. XX w  pułk nawiązał łączność z amerykańską Polonią zamieszkującą  Passaic w stanie New Jersey. Skutkowało to ufundowaniem nowego sztandaru. Delegacja Polaków z Passaic z ks. kanonikiem dr. Stanisławem Kruczkiem, 2 sierpnia 1936, w obecności marszałka Edwarda Śmigłego-Rydza przekazała nowy, przepisowy sztandar pułkowi. Na jednej z tarcz herbowych umieszczony został Herb miasta Passaic.

W kampanii wrześniowej początkowo sztandar towarzyszył żołnierzom czasie walk i znajdował się  pod opieką ppor. rez. Mizery, st. wachm. Leopolda Badury i plut. Stanisława Szczepaniaka. 19 września  dowódca pułku nakazał przewieźć sztandar do Warszawy. Misję tę wykonał pomyślnie por. Moszczeński, który to przekazał sztandar na przechowanie do Komendy Miasta.
Po kapitulacji stolicy pchor. Andrzej Konopka i pchor. Jerzy Powidzki mieli zawieść sztandar do Wilna. Na skutek trudności w poruszaniu się między oddziałami Armii Czarwonej, sztandar trafił do Ostroga. Stąd oficer 15 pułku ułanów przewiózł go w inne miejsce i ukrył w okolicach stacji kolejowej Niemowicze pod Sarnami.

Sztandar  w nieznanych okolicznościach trafił po wojnie do zbiorów Muzeum Wojska Polskiego w Warszawie. Z karty inwentarzowej wynika, że 7 października 1949 przekazała go Naczelna Dyrekcja Muzeów i Ochrony Zabytków.

### Odznaka pamiątkowa
6 października 1930 minister spraw wojskowych marszałek Polski Józef Piłsudski zatwierdził regulamin odznaki pamiątkowej 7 psk, dostosowany do przepisów o odznakach pamiątkowych formacji.
Odznaka o wymiarach 42x42 mm ma kształt krzyża o szeroko wciętych końcach ramion pokrytych białą emalią ze srebrnymi krawędziami. Środek krzyża wypełnia okrągła tarcza pokryta oliwkową emalią ze stylizowanym numerem i inicjałami „7 SK”, w otoku emaliowanym na żółto dewiza „HONOR I OJCZYZNA” oraz rok powstania pułku „1920”. Między ramionami krzyża stylizowane Srebrne orły piastowskie. Jednoczęściowa – oficerska wykonana w srebrze i emaliowana. Projekt: Grzegorz Romaszkan. Wykonawcą odznaki był Wiktor Gontarczyk z Warszawy.

### Barwy
| Proporczyk | Opis                                                          |
| ---------- | ------------------------------------------------------------- |
|            | proporczyk szmaragdowo-biały z wąskim żółtym paskiem pośrodku |
|            | proporczyk dowództwa w 1939                                   |
|            | proporczyk 1 szwadronu w 1939                                 |
|            | proporczyk 2 szwadronu w 1939                                 |
|            | proporczyk 3 szwadronu w 1939                                 |
|            | proporczyk 4 szwadronu w 1939                                 |
|            | proporczyk 5 szwadronu ckm w 1939                             |
|            | proporczyk plutonu łączności w 1939                           |
| Inne       | Opis                                                          |
|            | czapka rogatywka – otok biały                                 |
|            | szasery ciemnogranatowe, lampasy białe, wypustka biała        |

### Żurawiejka
| Strzelcy, co nad Wartą stoją, zuchy. Niemców się nie boją.                 | Słynie z czynów wiekopomnych, to pułk „Siódmy” strzelców konnych. | Towarzystwo chłopców wonnych, to pułk „Siódmy” strzelców konnych. |
| Po każdej zwrotce: Lance do boju, szable w dłoń, bolszewika goń, goń, goń! |                                                                   |                                                                   |

## Wielkopolscy strzelcy konni

### Dowódcy i zastępcy dowódcy pułku
| Stopień, imię i nazwisko           | Okres pełnienia służby   | Kolejne stanowisko                    |
| Dowódcy pułku                      | Dowódcy pułku            | Dowódcy pułku                         |
| ---------------------------------- | ------------------------ | ------------------------------------- |
| ppłk dypl. Adam Nieniewski         | 1919                     |                                       |
| płk Wawrzyniec Wnuczek-Łobaczewski | 1920 – X 1924            | kierownik Zapasu Młodych Koni nr 3    |
| mjr kaw. Władysław Sozański        | p.o. 1924–1925           |                                       |
| ppłk kaw. Roman Małachowski        | 4 II 1925 – 28 I 1928    | rejonowy inspektor koni w Dubnie      |
| płk kaw. Włodzimierz Kownacki      | 28 I 1928 – VII 1939     |                                       |
| płk kaw. Stanisław Królicki        | VII – 17 IX 1939         |                                       |
| rtm. Zbigniew Szacherski           | 17 – 19 IX 1939          |                                       |
|                                    |                          |                                       |
| Zastępcy dowódcy pułku             |                          |                                       |
| mjr kaw. Władysław Sozański        | 1923 – 1924              |                                       |
| ppłk kaw. Eugeniusz Jasiewicz      | VII 1926 – 12 III 1929   | rejonowy inspektor koni w Mołodecznie |
| mjr kaw. Karol Wilhelm May         | VII 1929 – III 1930      |                                       |
| mjr dypl. kaw. Rafał Protassowicki | 31 III 1930 – 1 III 1931 | 10 psk                                |
| ppłk kaw. Józef Grad-Soniński      | 1 III 1931 – IV 1933     | zastępca dowódcy 10 puł               |
| mjr dypl. kaw. Klemens Rudnicki    | 10 IV 1933 – 1934        | wykładowca WSWoj.                     |
| mjr dypl. Witold Jabłoński         | do 24 VIII 1939          |                                       |

### Kawalerowie Orderu Virtuti Militari
| Odznaczeni Złotym Krzyżem Orderu Virtuti Militari   |                              |                               |
| mjr Paweł Budzik                                    | płk Stanisław Królicki       |                               |
| Odznaczeni Srebrnym Krzyżem Orderu Virtuti Militari |                              |                               |
| rtm. Jankowski Wacław                               | rtm. Kozłowski Konstanty     | rtm. Szacherski Zbigniew      |
| por. Ciszewski Kazimierz                            | por. Groniowski Edward       | por. Kaczmarek Bernard        |
| por. Radoński Jerzy                                 | por. Wojtyna Tadeusz         | por. rez. Konrad Wünsche      |
| ppor. Bukowiecki Ignacy                             | ppor. Cygler Leszek          | ppor. Faleński Zygmunt        |
| ppor. Górski Karol                                  | ppor. Grądzki Jerzy          | ppor. Iwanicki Jerzy          |
| ppor. Kajda Walerian                                | ppor. Lutostański Jerzy      | ppor. Matuszewski Olgierd     |
| ppor. Mazurkiewicz Michał                           | ppor. Nadobnik Kazimierz     | ppor. Pacyński Jacek          |
| ppor. Suchorzewski Edmund                           | ppor. Winiarz Franciszek     | ks. Kosicki Michał            |
| pchor. Dębicki Jacek                                | pchor. Lutostański Jan       | pchor. Niedbał Stanisław      |
| pchor. Powidzki Jerzy                               | pchor. Taylor Stanisław      | pchor. Zakrzewski Jerzy       |
| chor. Jazgar Bolesław                               | st. wachm. Pławski Ksawery   | st. wachm. Wawrzyniak Andrzej |
| wachm. Dittmer Józef                                | plut. Mikołajczak Franciszek | plut. Szczepaniak Stanisław   |
| kpr. Budych Adam                                    | kpr. Owczarek Jan            | kpr. Smółka Bolesław          |
| kpr. Stegman Stefan                                 | kpr. Warawa Piotr            | st. strz. Chojnacki Stanisław |
| st. strz. Czyż Marian                               | st. strz. Gąska Władysław    | st. strz. Leśniewski Jan      |
| st. strz. Pytliński Kazimierz                       | st. strz. Rajman Teofil      | st. strz. Wełka Kazimierz     |
| st. strz. Zet Jan                                   |                              |                               |

### Żołnierze 7 pułku strzelców konnych - ofiary zbrodni katyńskiej
Biogramy zamordowanych oficerów znajdują się na stronie internetowej Muzeum Katyńskiego
| Nazwisko i imię  | stopień               | zawód              | miejsce pracy przed mobilizacją  | zamordowany |
| ---------------- | --------------------- | ------------------ | -------------------------------- | ----------- |
| Górski Wincenty  | porucznik rezerwy     | inżynier rolnik,   | administrator majątku Oszczeklin | Katyń       |
| Kiser Jan        | podporucznik rezerwy  | prawnik            | bank w Poznaniu                  | Katyń       |
| Orłowski Stefan  | porucznik             | żołnierz zawodowy  |                                  | Katyń       |
| Skórecki Jan     | podporucznik rezerwy  | technik rolnik     | dzierżawca majątku Maszew        | Katyń       |
| Słubicki Stefan  | podporucznik rezerwy  | absolwent UAM      |                                  | Katyń       |
| Ciążyński Teodor | porucznik posp. rusz. |                    | ziemianin                        | Charków     |
| Ciernicki Roman  | porucznik rezerwy     | prawnik            | Sąd Grodzki w Chełmie            | Charków     |
| Jagielski Henryk | porucznik rezerwy     | ekonomista, doktor |                                  | Charków     |
| Sutarski Bogumił | podporucznik rezerwy  | urzędnik           |                                  | Charków     |

## Upamiętnienie

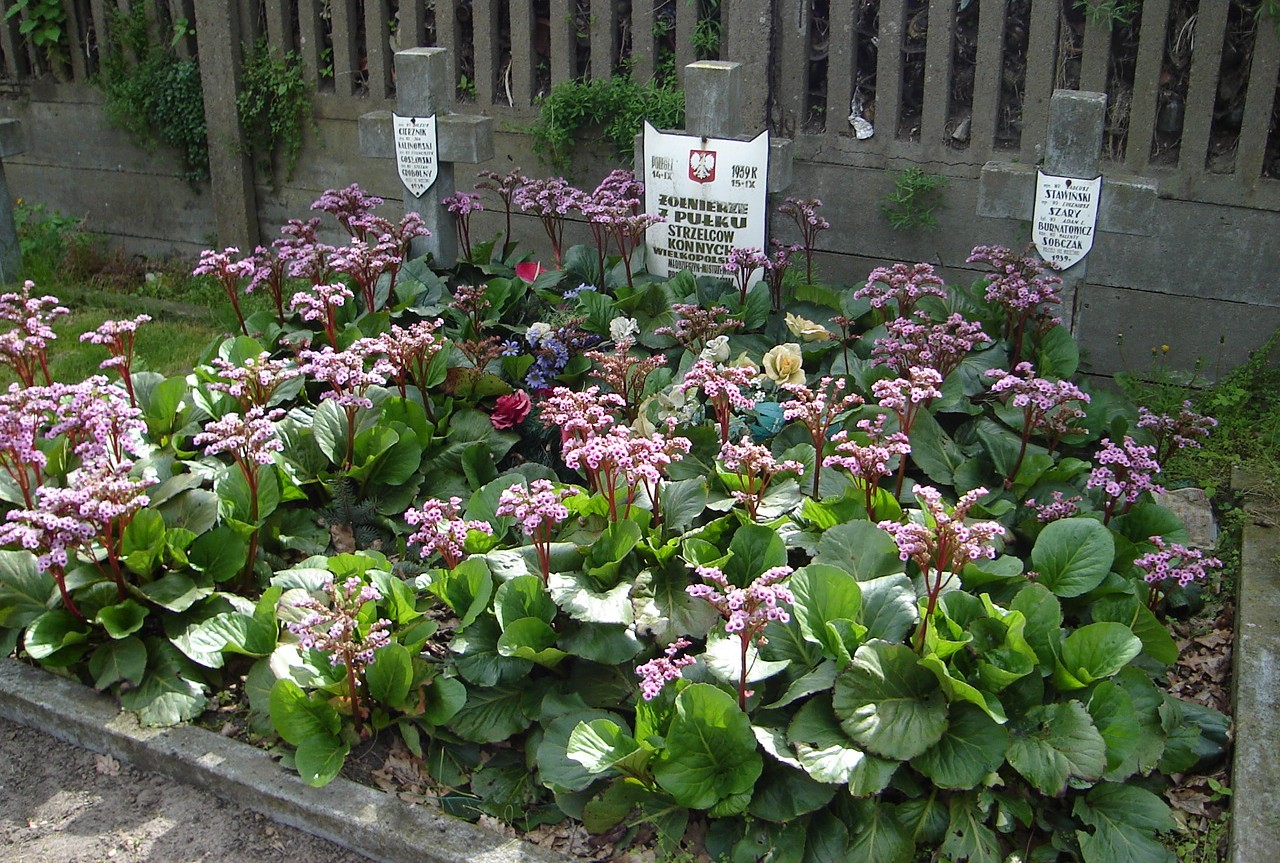
Cmentarz w Młodzieszynie – kwatera żołnierzy, którzy polegli w Bitwie nad Bzurą
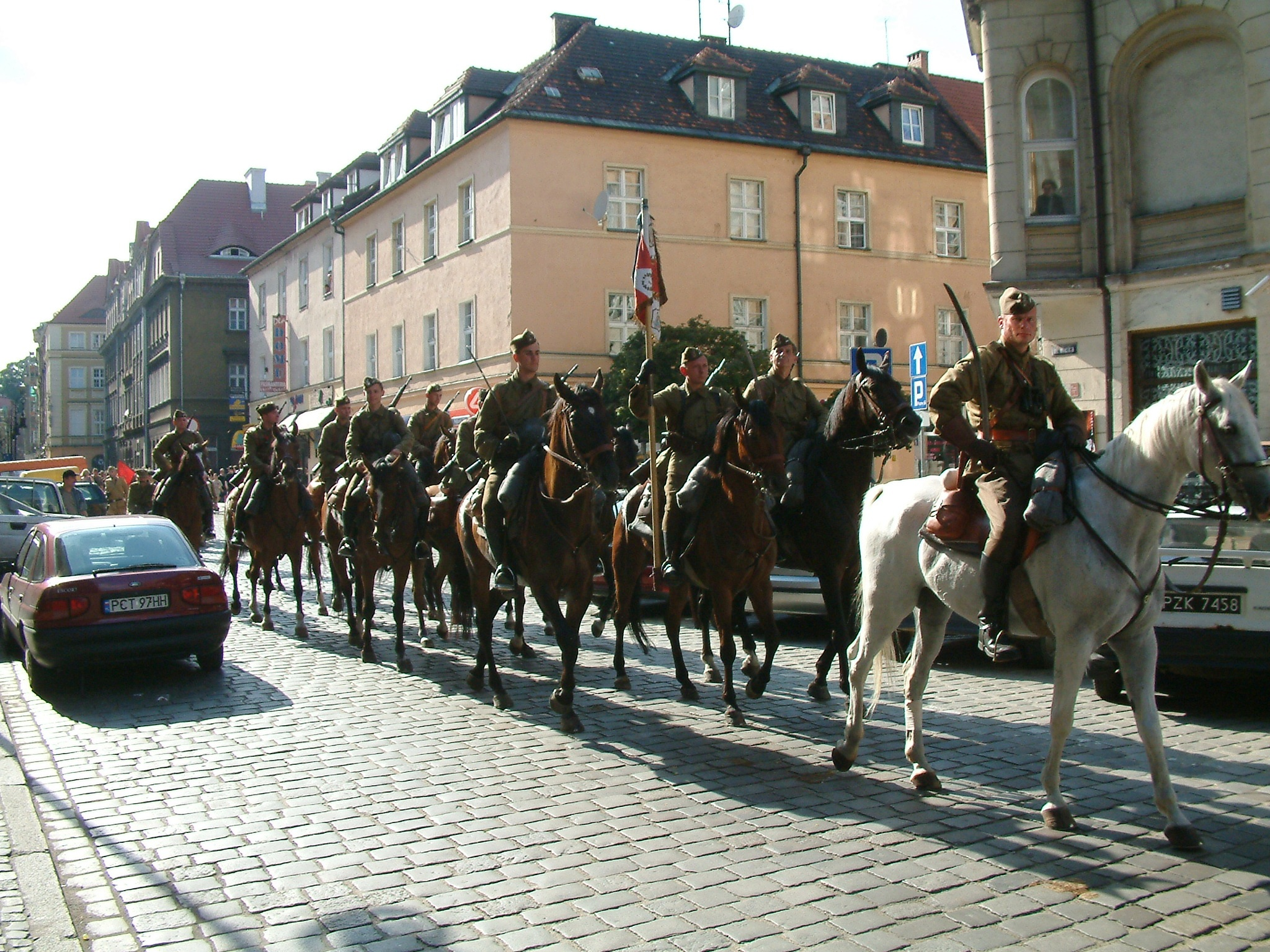
Członkowie Stowarzyszenia Polski Klub Kawaleryjski w Poznaniu w mundurach 7 psk
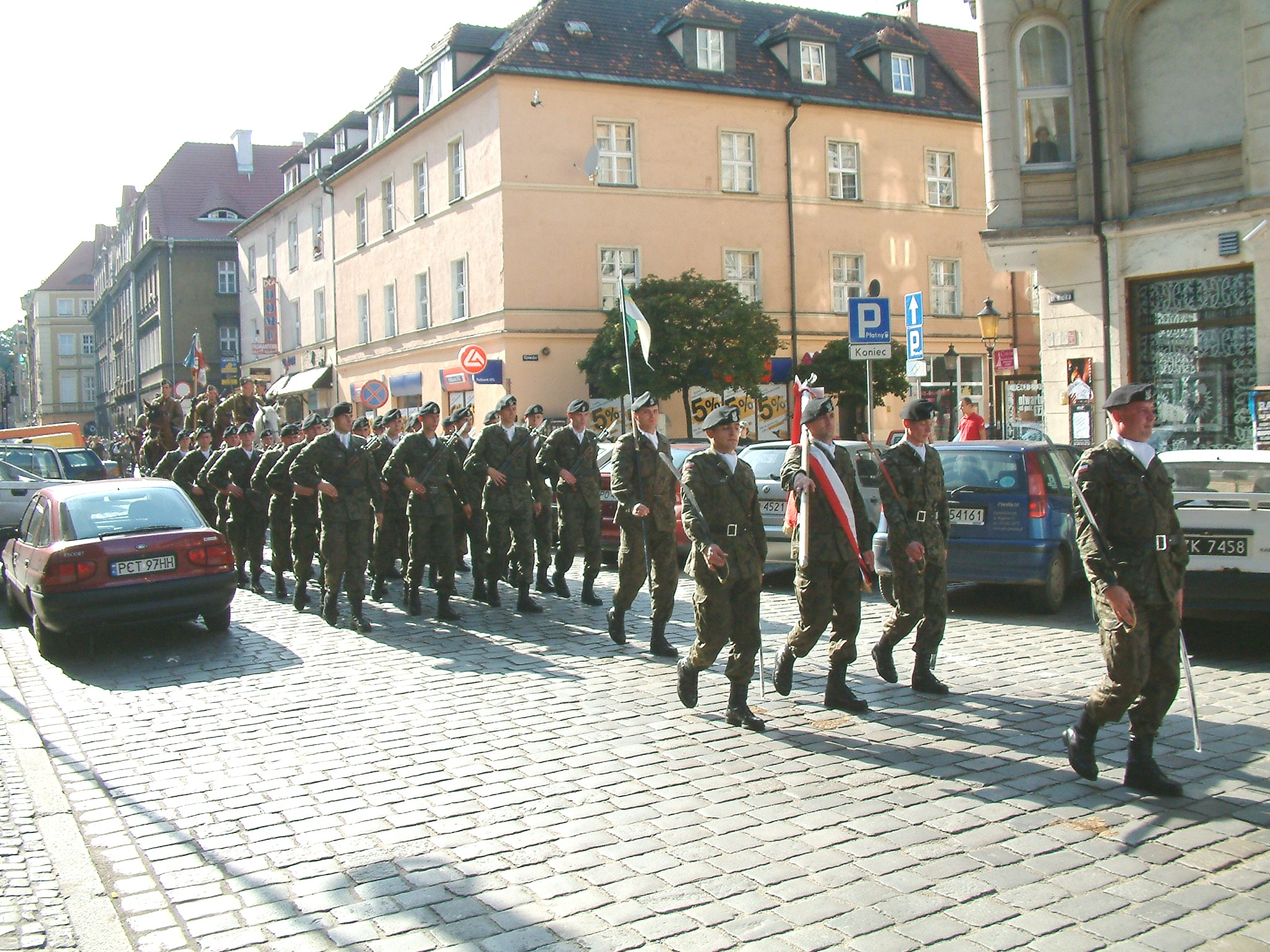
Żołnierze bz 15 BKPanc – kontynuatorzy tradycji bojowych 7 psk